# North Portal
Das North Portal (englisch für Nordportal) ist der nördliche zweier Felsentürme, die den Eingang des Tals The Corridor auf der Breidnes-Halbinsel in den Vestfoldbergen an der Ingrid-Christensen-Küste des ostantarktischen Prinzessin-Elisabeth-Lands markieren. Er erreicht eine Höhe von 75 m.
Das Antarctic Names Committee of Australia benannte ihn.